# IT'S A NEW DAY
『IT'S A NEW DAY』（イッツ ア ニュー デイ）は、矢井田瞳の6作目のオリジナル・アルバム。2006年11月22日発売。発売元は青空レコード。　

## 解説
インディーズレーベル移籍後初アルバム。ジャケットが異なるDVD付初回限定盤と通常盤の2形態で発売。
2007年3月から開催されたライブツアータイトルは本アルバムにかけ『IT'S A NEW LIVE』であった。当ライブツアーからバックバンドのメンバーが一部変更されて新しくスタートする形になり、新しいバンド名も本アルバムにかけ矢井田自身『IT'S A NEW BAND』と称している。
『おやすみ』には隠しトラックが収録されており、8:15秒から「今日のための唄」が矢井田の弾き語りで流れ始める。この曲は、「IT'S A NEW LIVE」の千秋楽まで曲名公表がされなかった。矢井田が『さんまのまんま』に出演した際、2005年末に大阪城ホールと日本武道館で開催された「HERE-TODAY LIVE 2005」の1曲目で歌詞を変え歌唱した。

## 収録曲

### CD
| 全作詞・作曲: 矢井田瞳、全編曲: 村田昭・矢井田瞳。 |                                                                          |          |            |       |
| #                                                  | タイトル                                                                 | 作詞     | 作曲・編曲 | 時間  |
| 1.                                                 | 「御堂筋PLANET」                                                         | 矢井田瞳 | 矢井田瞳   | 4:04  |
| 2.                                                 | 「やさしい手」                                                           | 矢井田瞳 | 矢井田瞳   | 4:24  |
| 3.                                                 | 「STARTLiNE 〜It's a new version〜」(15thシングルのリアレンジバージョン) | 矢井田瞳 | 矢井田瞳   | 4:25  |
| 4.                                                 | 「地下室の渦」                                                           | 矢井田瞳 | 矢井田瞳   | 4:04  |
| 5.                                                 | 「キッチン」(14thシングルカップリング)                                   | 矢井田瞳 | 矢井田瞳   | 3:50  |
| 6.                                                 | 「初恋」(16thシングル)                                                   | 矢井田瞳 | 矢井田瞳   | 4:40  |
| 7.                                                 | 「Go my way」(14thシングル)                                              | 矢井田瞳 | 矢井田瞳   | 4:39  |
| 8.                                                 | 「ミッドナイトスナック」                                                 | 矢井田瞳 | 矢井田瞳   | 3:39  |
| 9.                                                 | 「何もやりたくない」                                                     | 矢井田瞳 | 矢井田瞳   | 3:40  |
| 10.                                                | 「Tea-time」(16thシングルカップリング)                                   | 矢井田瞳 | 矢井田瞳   | 3:19  |
| 11.                                                | 「37.0℃」(DEATH NOTE TRIBUTEに収録)                                      | 矢井田瞳 | 矢井田瞳   | 4:57  |
| 12.                                                | 「おやすみ」                                                             | 矢井田瞳 | 矢井田瞳   | 10:10 |
| 13.                                                | 「今日のための唄」(シークレット・トラック)                               | 矢井田瞳 | 矢井田瞳   |       |

### DVD（初回盤のみ）
| #  | タイトル                                            | 作詞 | 作曲・編曲 | 監督 |
| -- | --------------------------------------------------- | ---- | ---------- | ---- |
| 1. | 「Go my way」(ミュージック・ビデオ)                 |      |            |      |
| 2. | 「初恋」(ミュージック・ビデオ)                      |      |            |      |
| 3. | 「STARTLiNE」(LIVE from“爽健美茶限定 矢井田瞳LIVE”) |      |            |      |

### タイアップ
- 赤い羽根共同募金テーマソング（M-2）
- フジテレビ系2006 FIFAワールドカップ 放送テーマソング、2006ドイツ・フジテレビサポートソング（M-3）
- 日本コカ・コーラ「新・爽健美茶」CMソング（M-7）
- 漫画「DEATH NOTE」トリビュート・アルバム収録曲（M-11）